# Katharina Staritz
Katharina Helene Charlotte Staritz (ur. 25 lipca 1903 we Wrocławiu, zm. 3 kwietnia 1953 we Frankfurcie nad Menem) – niemiecka teolog ewangelicka. Jedna z pierwszych kobiet, którym Kościół ewangelicki zezwolił na pracę na stanowisku proboszcza. Za pomoc Żydom w roku 1942 aresztowana i więziona w obozie koncentracyjnym w Ravensbrück.

## Życiorys
Była najstarszą córką nauczyciela gimnazjum św. Marii Magdaleny, Carla Staritza (zm. 1932) i jego żony Margarety, z domu Ismer. Miała jeszcze o siedem lat młodszą siostrę Charlottę. Katharina uczęszczała do Victoriaschule (dziś I LO) we Wrocławiu. Po maturze (1922) rozpoczęła studia z filologii niemieckiej, historii i religii (na wydziale filologicznym – nauczycielskim) Uniwersytetu Wrocławskiego. Na studiach zetknęła się z patrystykiem Hansem von Soden, pod którego wpływem w roku 1926 zmieniła kierunek studiów na teologię. Od 1928 studiowała na Uniwersytecie w Marburgu, na który powołany został von Soden. W Marburgu ukończyła swój pierwszy stopień studiów teologicznych (1928) a kilka dni później doktoryzowała się u von Sodena z zakresu augustyńskiego pojęcia wiary o stworzeniu (Augustinus Schöpfungsglauben) i uzyskała, jako pierwsza kobieta, stopień doktora teologii uniwersytetu marburskiego. W 1930 rozpoczęła okres wikariatu nauczycielskiego (okres przygotowawczy do posługi duchownej) we Wrocławiu. W 1932 uzyskała drugi egzamin teologiczny, a w 1933 stałą pozycję wikariusza (ksiądz pomocniczy w Kościele ewangelickim). Pozycja ta wiązała się z koniecznością pozostawania w stanie panieńskim (wymóg dla ordynacji pastorek–kobiet przestrzegany do 1969). W kwietniu roku 1938 została powołana na urząd duchowny i uzyskała status urzędniczki mianowanej. Mimo pełnych studiów teologicznych uzyskała jedynie tytuł wikariusza miejskiego „Stadtvikarin”, ponieważ tytuł proboszcza miejskiego – „Stadtpfarrer”, był zastrzeżony tylko dla mężczyzn.
Staritz wraz ze swoją siostrą należała do „Kościoła Wyznającego” – ruchu w Kościele ewangelickim sprzeciwiającego się narodowemu socjalizmowi. Mieszkała na ul. Wagnera 7 (dziś ul. Szymanowskiego) we Wrocławiu.

## Zaangażowanie w pomoc Żydom
W latach 1930–1932 Staritz odbyła kilka wikariatów nauczycielskich: pracowała w duszpasterstwie szpitalnym z dziećmi, prowadziła zajęcia formacyjne dla ze szkół świeckich oraz zajęcia dla konwertytów (młodzieży i kobiet). Przy tej okazji zetknęła się z Żydami, którzy chcieli przyjąć chrzest w kościele ewangelickim. W wyniku tej działalności objęła kierownictwo Urzędu Pomocy Kościelnej dla ewangelickich niearyjczyków. Od chwili nominacji na wikariusza miejskiego (1938) zaczęła prowadzić wrocławską filię berlińskiego biura proboszcza Heinricha Grübera. Biura udzielały pomocy ewangelikom pochodzenia żydowskiego. Poza tym Katharina Staritz oraz katolicki arcybiskup, kardynał Adolf Bertram, zbierali „co łaska” w celu umożliwienia Żydom emigracji. Od 1939 działała w Centrali Rzeszy dla Emigracji Żydowskiej, której zadaniem było umożliwienie wyjazdów ubogim Żydom w oparciu o środki pozyskane od zamożnych Żydów z zagranicy. Staritz nie zawahała się nawet przed niesieniem pomocy Żydom przetrzymywanym w więzieniu przy Kletschkauerstraße obecnej ul. Kleczkowskiej we Wrocławiu.
Kiedy w 1940 pastor Grüber za tę działalność został aresztowany i wysłany do obozu koncentracyjnego, Katharina Staritz nie przestała pomagać Żydom. Staritz była cierniem w oku ruchu pronazistowskich Niemieckich Chrześcijan. W 1941 sprzeciwiła się wprowadzeniu w kościołach „ław pokutniczych” oznaczonych gwiazdą Dawida dla Żydów ewangelików. Tego samego roku w liście okólnym do wrocławskich współbraci na urzędzie pastora opowiedziała się za ochrzczonymi Żydami. W związku z tym listem Wrocławski Konsystorz przeprowadził wewnętrzny proces, w którym 20 października 1941 wikariusz Staritz zeznała, że jej postępowanie było dyktowane nie tylko poczuciem odpowiedzialności za chrześcijan–ewangelików, „niearyjczyków”, lecz również troską o honor Kościoła ewangelickiego i chrześcijańską postawę gmin wrocławskich, którym służy. Mocno oportunistyczny konsystorz nie uznał racji Staritz i dwa dni po przesłuchaniu zwolnił ją z wszystkich obowiązków w kościele. Po tej sankcji Staritz przeniosła się do Marburga, miasta jej studiów teologicznych.
W dniu 13 kwietnia 1942 została aresztowana przez gestapo zabrana do obozu koncentracyjnego w Ravensbrück (numer 11575), ponieważ jej wystąpienie w obronie Żydów było aktem wrogim wobec państwa. W Ravensbrück przebywała do 18 maja 1943. Została zwolniona dzięki interwencji rodziny Yorck von Wartenburg (Paula Grafa Yorck von Wartenburg), związanej z antyhitlerowskim ruchem oporu. Odtąd do 22 stycznia 1945 przebywała we Wrocławiu pod nadzorem policyjnym.
Do chwili jej zwolnienia z pracy w 1941 roku pomogła około 100 „niearyjskim chrześcijanom” w emigracji.

## Okres powojenny
Pod koniec wojny wraz z najbliższą rodziną ucieka przez Drezno do Marburga, a stamtąd do Frankfurtu, gdzie w 1950 zostaje ordynowana. Po wojnie była zatrudniona w służbie duszpasterskiej Ewangelickiego Kościoła Krajowego w Kurhessen-Waldeck: W listopadzie 1949 Staritz rozpoczęła pracę na próbę, a w kwietniu 1950 została zatrudniona jako urzędnik na nowo utworzonym stanowisku. We wrześniu 1950 roku Katharina Staritz została wprowadzona jako wikariusz do posługi dla kobiet w Kościele Alte Nikolaikirche we Frankfurcie nad Menem.
Katharina Staritz zmarła we Frankfurcie nad Menem na chorobę nowotworową w wieku 49 lat. Jej grób znajduje się na cmentarzu Bockenheim we Frankfurcie.

## Upamiętnienia

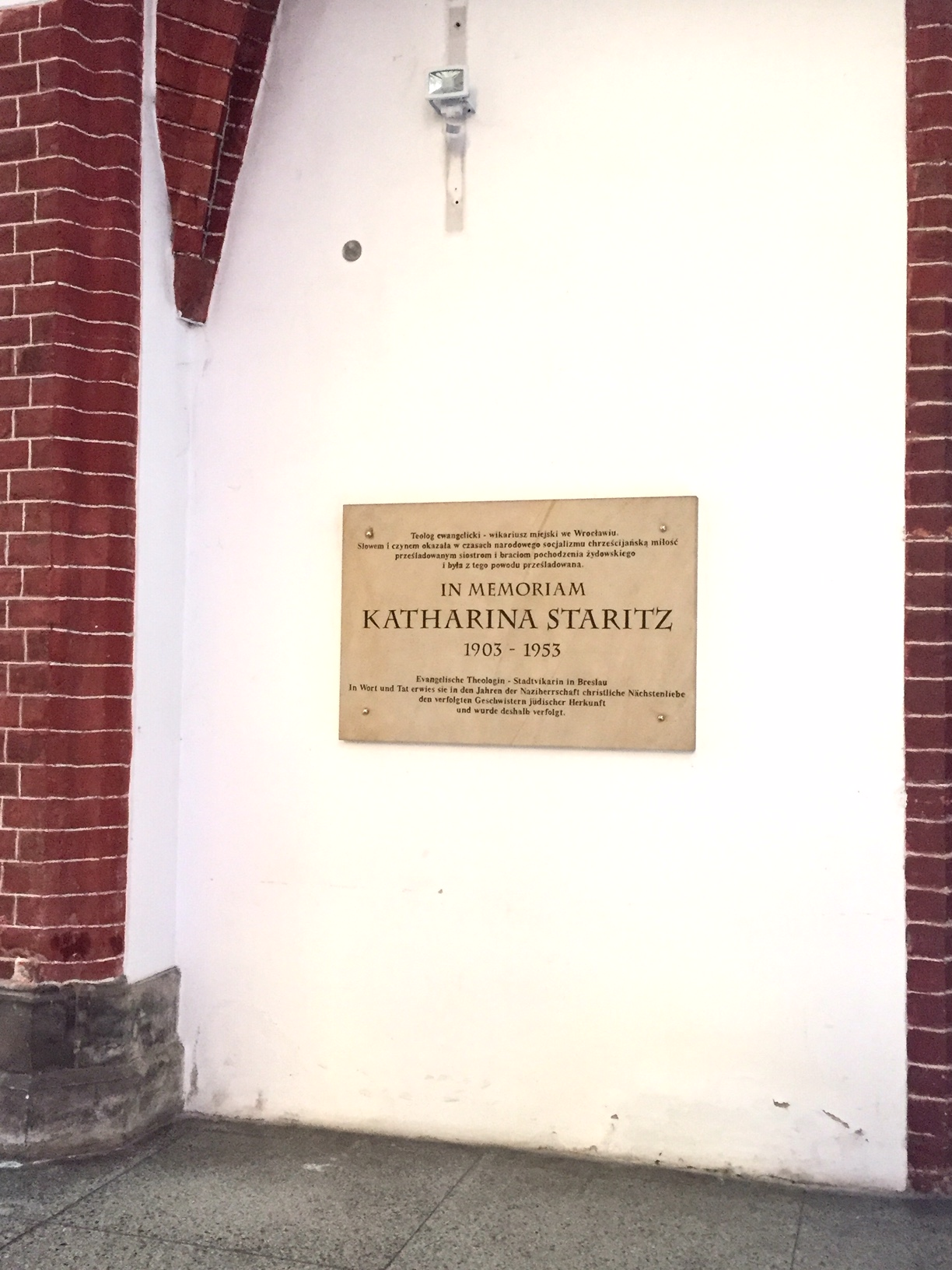
Tablica pamiątkowa Kathariny Staritz w katedrze św. Marii Magdaleny we Wrocławiu

- W katedrze św. Marii Magdaleny we Wrocławiu od 2003 widnieje tablica pamiątkowa w języku polskim i niemieckim.
- We Frankfurcie nad Menem, Diepholz oraz w Bretten są ulice nazwane jej imieniem.
- W Bad Salzhausen do 2013 działał ewangelicki dom konferencyjny im. Kathariny Staritz (Katharina-Staritz-Haus)[13].